# Winton C. Hoch
Pour les articles homonymes, voir Hoch.
Winton C. Hoch (parfois crédité Winton Hoch), A.S.C., né le 31 juillet 1905 à Storm Lake (Iowa), décédé le 20 mars 1979 à Santa Monica (Californie), est un directeur de la photographie américain.

## Biographie
Au cinéma, Winton C. Hoch débute comme chef opérateur sur vingt-six  courts métrages documentaires, produits par la Metro-Goldwyn-Mayer et sortis de 1935 à 1939, tous tournés en Technicolor, procédé dont il devient l'un des chefs opérateurs spécialisés. Son premier long métrage  est Dr. Cyclops d'Ernest B. Schoedsack (1940, avec Albert Dekker). Le deuxième est Le Dragon récalcitrant (1941) d'Hamilton Luske et Alfred L. Werker, documentaire des Studios Disney, mêlant l'animation aux prises de vues réelles (dont il est responsable). Ultérieurement, il contribue à trois autres films produits par Walt Disney Pictures, le dernier étant Darby O'Gill et les Farfadets de Robert Stevenson (1959, avec Albert Sharpe, Janet Munro et Sean Connery).
Il est également connu pour sa collaboration à cinq films de John Ford, dont La Charge héroïque (1949, avec John Wayne et Joanne Dru) et L'Homme tranquille (1952, avec John Wayne et Maureen O'Hara), qui lui valent chacun de gagner l'Oscar de la meilleure photographie — il en remporte un troisième pour Jeanne d'Arc de Victor Fleming, sorti en 1948, avec Ingrid Bergman dans le rôle-titre —.
En tout, Winton C. Hoch est directeur de la photographie sur trente-trois films américains (non compris les courts métrages pré-cités), le dernier sorti en 1972.
À la télévision, entre 1959 et 1970, il est chef opérateur sur neuf séries, dont l'intégrale d’Au cœur du temps (trente épisodes, 1966-1967).

## Filmographie partielle
Comme directeur de la photographie, sauf mention contraire

### Au cinéma
- 1940 : Docteur Cyclope (Dr. Cyclops) d'Ernest B. Schoedsack
- 1941 : Le Dragon récalcitrant (The Reluctant Dragon) d'Hamilton Luske et Alfred L. Werker (prises de vues réelles)
- 1941 : Bombardiers en piqué (Dive Bomber), de Michael Curtiz
- 1942 : Les Chevaliers du ciel (Captains of the Clouds) de Michael Curtiz (photographie aérienne)
- 1948 : Danny, le petit mouton noir (So Dear to my Heart) d'Harold D. Schuster et Hamilton Luske (prises de vues réelles)
- 1948 : Le Sang de la terre (Taps Roots) de George Marshall
- 1948 : Le Fils du désert (Three Godfathers) de John Ford
- 1948 : Mélodie Cocktail (Melody Time) de Clyde Geronimi & al. (prises de vues réelles)
- 1948 : Jeanne d'Arc (Joan of Arc) de Victor Fleming
- 1949 : La Charge héroïque (She wore a Yellow Ribbon) de John Ford
- 1949 : Tulsa de Stuart Heisler
- 1950 : Okinawa (Halls of Montezuma) de Lewis Milestone
- 1950 : Les Cavaliers du crépuscule (The Sundowners) de George Templeton

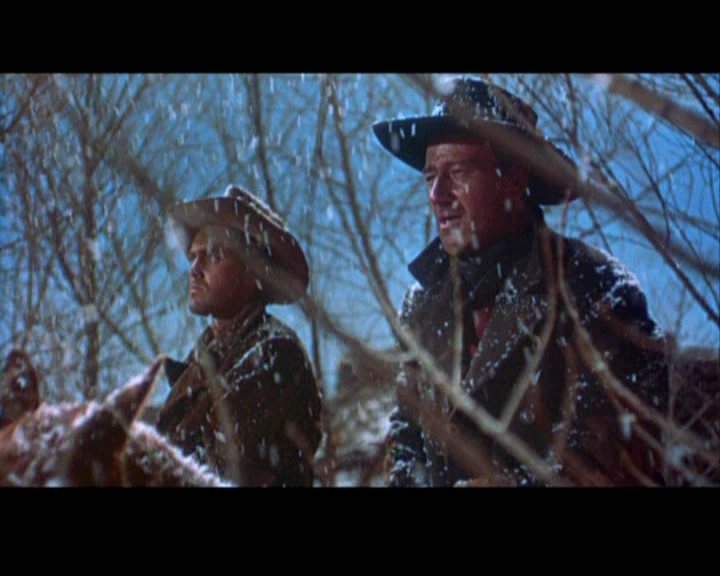
Prise de vue pour La Prisonnière du désert (1956) : Jeffrey Hunter et John Wayne

- 1951 : L'Oiseau de paradis (Bird of Paradise) de Delmer Daves
- 1952 : L'Homme tranquille (The Quiet Man) de John Ford
- 1953 : Retour au paradis (Return to Paradise) de Mark Robson
- 1953 : La Belle Rousse du Wyoming (The Redhead from Wyoming) de Lee Sholem
- 1955 : Permission jusqu'à l'aube (Mister Roberts) de John Ford, Mervyn LeRoy et Joshua Logan
- 1956 : La Prisonnière du désert (The Searchers) de John Ford
- 1957 : Les espions s'amusent (Jet Pilot) de Josef von Sternberg
- 1958 : The Missouri Traveler de Jerry Hopper
- 1959 : Cette terre qui est mienne (This Earth is Mine) d'Henry King
- 1959 : Darby O'Gill et les Farfadets (Darby O'Gill and the Little People) de Robert Stevenson
- 1959 : The Young Land de Ted Tetzlaff
- 1959 : Le Cirque fantastique (The Big Circus) de Joseph M. Newman
- 1960 : Le Monde perdu (The Lost World) d'Irwin Allen
- 1961 : Le Sous-marin de l'apocalypse (Voyage to the Bottom of the Sea) d'Irwin Allen
- 1962 : Les Trois Sergents (Sergeants 3) de John Sturges
- 1962 : Cinq Semaines en ballon (Five Weeks in Balloon) d'Irwin Allen
- 1964 : Robinson Crusoe sur Mars (Robinson Crusoe on Mars) de Byron Haskin
- 1968 : Les Bérets verts (The Green Berets) de Ray Kellogg et John Wayne
- 1972 : Necromancy de Bert I. Gordon

### À la télévision (séries)
- 1959 : Le Monde merveilleux de Disney (The Wonderful World of Disney ou Disneyland), Saison 5, épisode 26 I captured the King of the Leprechauns d'Harry Keller et Robert Stevenson
- 1964-1966 : Voyage au fond des mers (Voyage to the Bottom of the Sea), Saisons 1 et 2, cinquante-et-un épisodes
- 1965-1966 : Perdus dans l'espace (Lost in Space), Saison 1, quatre épisodes
- 1966-1967 : Au cœur du temps (The Time Tunnel), Saison unique, trente épisodes (intégrale)

## Récompenses
- Oscar de la meilleure photographie (gagné, à chaque fois dans la catégorie couleur) :
  - En 1949, pour Jeanne d'Arc (partagé avec Joseph Valentine et William V. Skall) ;
  - En 1950, pour La Charge héroïque ;
  - Et en 1953, pour L'Homme tranquille (partagé avec Archie Stout).